# Rafael Benedito Vives
Rafael Benedito Vives (Valencia, 1885-1963), fue un compositor, pedagogo y director de orquesta español.

## Biografía
Inició sus estudios musicales en su ciudad natal, que luego amplió en el Conservatorio de Madrid. Desde su juventud impulsó pequeñas colectividades corales en escuelas privadas y entre el personal de algunas empresas industriales, así como una orquesta de alumnos del Conservatorio, para suplir la falta de una clase de conjunto instrumental que por entonces no existía. Así, en 1915 creó la orquesta de Amigos de la Música, compuesta de sesenta y cinco ejecutantes principiantes pertenecientes a todas las clases sociales, con la que celebró varios conciertos en el Conservatorio y el Ateneo de Madrid.
En 1917 implantó en la capital de España los conciertos matinales, que se celebraron durante tres temporadas consecutivas; la orquesta que actuó en estos conciertos, recibió el nombre de su fundador. También creó en 1919 la Masa Coral de Madrid. Al frente de ambas entidades celebró conciertos en toda España, interpretando obras de todas las épocas y escuelas, entre las que figuraron las nueve sinfonías de Beethoven, y estrenando gran número de composiciones de autores españoles. Instrumentaciones para otros compositores.
Por su práctica de la pedagogía musical, fue requerido por la Junta de Ampliación de Estudios para dirigir los de música y canto en distintos centros docentes de Madrid.
Entre 1921 y 1922 fue pensionado por el Ministerio de Instrucción Pública para estudiar pedagogía musical y organización de orquestas y agrupaciones corales en Francia y Alemania. En este último país, dirigió varios conciertos de música española en Berlín (Orquesta Filarmónica de Berlín), Weisbaden (Orquesta de Kushaus), Fráncfort del Meno (Orquesta Sinfónica), y Múnich. También fue delegado especial de España en el Congreso Internacional del Ritmo celebrado en Ginebra, participando en un curso práctico de rítmica, explicado por el profesor Émile Jaques-Dalcroze.
Fue inspector general de Enseñanzas musicales del Ayuntamiento de Madrid y desempeñó misiones culturales en los cursos para extranjeros, organizado clases especiales de folklore y costumbres populares en la Junta de Ampliación de Estudios, en la Universidad de Madrid y en el Conservatorio del que también fue profesor de música y director de coros.

## Obras
Fue el maestro Benedito un prolífico autor de obras pedagógicas para la enseñanza de la música y de las canciones populares españolas. Entre ellas podemos citar:
Canciones de Navidad (villancicos populares). Recopilados por … , Inspector de enseñanza de música del Excelentísimo Ayuntamiento de Madrid, director de la Masa Coral de Madrid, etc. Madrid: Edit. Magisterio Español (calle de Quevedo, 5), h. 1924, 36 pp. de partituras 36 cm.
Cantos populares españoles. Para coros mixtos y piano. Madrid: Antonio Matamala, Editor, © 1924, 19 pp. de partituras 33,5 cm.
Cantos religiosos para la escuela. Adaptados por …, Inspector general de Enseñanzas de Música del Ayuntamiento de Madrid. Madrid: Unión Musical Española, R. 15.999, © 1927, cuaderno 1.º, 12 pp. de partituras 31 cm.
Las cuatro estaciones. Cantos infantiles. Obra muy apropiada para ser cantada en las escuelas. Texto y música de... Madrid: Unión Musical Española, R. 17.089, ¿1934?, 8 pp. de partituras 25 cm.